# Дзёдзима, Корики
Корики Дзёздима (яп. 城島 光力; род. 1 января 1947, Янагава, Фукуока) — японский государственный деятель, министр финансов (2012).

## Биография
Родился 1 января 1947 года в городе Янагава, префектура Фукуока, Япония. Окончил сельскохозяйственный факультет Токийского университета, получив степень бакалавра в области агрономии в марте 1970 года.

## Карьера
Впервые он был избран в Палату представителей в 1996 году в качестве главного кандидата от «Партии новых рубежей».
После роспуска партии в 1997 году, Дзёдзима стал одним из членов-основателей Демократической партии Японии в 1998 году. Заседая в Палате представителей, он занимал должность заместителя руководителя фракции партии по связям с парламентом.
1 октября 2012 года Дзёдзима получил портфель министра финансов в результате перестановок в кабинете Ёсихико Ноды, сменив на этом посту Дзюна Адзуми. Дзёдзима служил в кабинете министров до 26 декабря 2012 года.
На всеобщих выборах в декабре 2012 года Дзёдзима потерпел поражение, не сумев обеспечить себе место в Палате представителей.

## Личная жизнь
Его настоящее имя — Масамицу. Дзёдзима сменил его на Корики после поражения на выборах в Палату представителей 2005 года, чтобы попытаться начать всё сначала.